# Lend Me Your Comb
«Lend Me Your Comb» (с англ. — «Одолжи мне свою расчёску») — песня, написанная Кеем Твоми, Фредом Вайзом и Беном Вайзманом. Первым известным исполнителем песни стал Карл Перкинс, чья версия была опубликована на стороне «Б» сингла «Glad All Over», который вышел в декабре 1957 года на лейбле Sun Records. С тех пор песня неоднократно перепевалась многими исполнителями; наибольшую популярность получила кавер-версия группы «Битлз».
В репертуар группы «Битлз» песня вошла в конце 1950-х годов. «Живое» исполнение данной песни вошло в альбом Live! at the Star-Club in Hamburg, Germany; 1962 (запись исполнения в Стар-Клубе Гамбурга в декабре 1962 года). Кроме того, группа записала данную песню для BBC 2 июля 1963 года; данная запись была опубликована в альбоме Anthology 1 (1995 год), а также вошла в альбом On Air — Live at the BBC Volume 2 (2013 год). В данной версии Леннон и Маккартни исполняли вокальные партии; кроме того Леннон исполнял партию ритм-гитары, Маккартни — партию бас-гитары, Харрисон — партию соло-гитары, а Старр играл на ударных.

## Известныекавер-версии
- Джон Леннон записал свою версию песни в домашнем исполнении в 1971 году.
- Песня исполнялась Полом Маккартни совместно с Карлом Перкинсом в 1993 году[3].
- Песня вошла в альбом Bite the Bullet: Director’s Cut австралийской группы Hoodoo Gurus (1999 год)[4]